# Bezirk Affoltern
Bezirk Affoltern är ett av de tolv distrikten i kantonen Zürich i Schweiz. 

## Indelning
Distriktet består av 14 kommuner:

- Aeugst am Albis
- Affoltern am Albis
- Bonstetten
- Hausen am Albis
- Hedingen
- Kappel am Albis
- Knonau
- Maschwanden
- Mettmenstetten
- Obfelden
- Ottenbach
- Rifferswil
- Stallikon
- Wettswil am Albis